# 부산고등법원
부산고등법원(釜山高等法院)은 대한민국의 고등법원 1심 판결에 대한 항소 사건, 1심 결정·명령에 대한 항고 사건, 선거 소송 등을 심판한다. 부산광역시, 울산광역시, 경상남도를 관할한다.

## 연혁
- 1987년 9월 1일 개원. (부산광역시 서구 부민동2가 5-1, 재판부 3개부(민사 1, 형사 1, 특별 1) 및 사무국(총무과,민사과,형사과)으로 발족)
- 1999년 3월 1일 민사과와 형사과를 민형과로 통합.
- 2001년 9월 2일 부산법원종합청사로 신축 이전. (부산광역시 연제구 거제동 1500번지)
- 2004년 2월 11일 재판부 14개부(민사 7, 형사 3, 특별2, 가사2) 및 사무국(총무과, 민형과)으로 구성.
- 2006년 1월 1일 시설과 신설, 사무국이 총무과, 시설과, 민형과로 구성.
- 2010년 2월 11일 부산고등법원 창원원외재판소 신설.
- 2021년 3월 1일 부산고등법원 울산원외재판부 신설.

## 관할 구역
- 부산광역시
- 울산광역시
- 경상남도

## 주소
- 부산광역시 연제구 법원로 31 (거제1동)
- 우편번호: 47510

## 역대 법원장
| 순번 | 이름   | 재임 기간                          |
| ---- | ------ | ---------------------------------- |
| 1대  | 김윤경 | 1987년 9월 1일 ~ 1988년 7월 19일   |
| 2대  | 한재영 | 1988년 7월 20일 ~ 1991년 1월 31일  |
| 3대  | 장상재 | 1991년 2월 1일 ~ 1992년 8월 11일   |
| 4대  | 안용득 | 1992년 8월 12일 ~ 1993년 10월 10일 |
| 5대  | 이원배 | 1993년 10월 15일 ~ 1994년 9월 6일  |
| 6대  | 안상돈 | 1995년 2월 21일 ~ 1996년 2월 23일  |
| 7대  | 송진훈 | 1996년 2월 24일 ~ 1997년 2월 17일  |
| 8대  | 안석태 | 1997년 2월 21일 ~ 1998년 2월 12일  |
| 9대  | 안문태 | 1998년 2월 23일 ~ 1999년 10월 10일 |
| 10대 | 양인평 | 1999년 10월 11일 ~ 2000년 7월 12일 |
| 11대 | 김적승 | 2000년 7월 21일 ~ 2001년 8월 15일  |
| 12대 | 이융웅 | 2001년 8월 16일 ~ 2002년 2월 7일   |
| 13대 | 이상경 | 2002년 2월 8일 ~ 2004년 2월 9일    |
| 14대 | 김재진 | 2004년 2월 11일 ~ 2005년 2월 1일   |
| 15대 | 이흥복 | 2005년 2월 14일 ~ 2005년 11월 3일  |
| 16대 | 권남혁 | 2005년 11월 4일 ~ 2008년 2월 3일   |
| 17대 | 박용수 | 2008년 2월 13일 ~ 2009년 2월 6일   |
| 18대 | 이기중 | 2009년 2월 9일 ~ 2010년 2월 7일    |
| 19대 | 최진갑 | 2010년 2월 11일 ~ 2013년 2월 8일   |
| 20대 | 박흥대 | 2013년 2월 14일 ~ 2015년 2월 6일   |
| 21대 | 윤인태 | 2015년 2월 12일 ~ 2017년 2월 8일   |
| 22대 | 황한식 | 2017년 2월 9일 ~ 2019년 2월 13일   |
| 23대 | 이강원 | 2019년 2월 14일 ~ 2021년 2월 8일   |
| 24대 | 박효관 | 2021년 2월 9일 ~ 2023년 2월 19일   |
| 25대 | 김흥준 | 2023년 2월 20일 ~ 2025년 2월 19일  |
| 26대 | 박종훈 | 2025년 2월 20일 ~                  |

## 같이 보기
- 대한민국 대법원
- 대한민국 고등법원
- 대한민국 지방법원
- 부산지방법원